# ノーザンリバー
ノーザンリバー（欧字名:Northern River、2008年4月12日 - ）は、日本の競走馬、種牡馬。主な勝ち鞍に2011年のアーリントンカップ、2013年のカペラステークス、2014年の東京スプリント、さきたま杯、東京盃、2015年のさきたま杯。
馬名の意味は、「生産牧場の歴史を脈々と引き継ぎ、大海へ通じる願いを込めて」。

## 概要
- 特記事項なき場合、本節の出典はJBISサーチ[2]

2008年4月12日、北海道安平町のノーザンファームで誕生。2009年のセレクトセール1歳馬市場に上場され、林正道によって5600万円（税別）で落札された。林にとっては初めて購入した馬が本馬であった。
2010年9月11日、札幌競馬場の新馬戦でデビューし、レーヴディソールの2着。2戦目の未勝利戦3着を経て、年明け初戦の未勝利戦で初勝利を挙げると、続く条件戦も勝ち、アーリントンカップも中団追走から直線で鋭く伸びて前を差し切り、3連勝で重賞制覇を達成。鞍上の武豊は25年連続のJRA重賞制覇を達成する勝利、オーナーの林にとっても所有馬初の重賞制覇となった。その後は牡馬クラシック路線を歩むこととなったが、皐月賞では15着に敗れ、東京優駿でも16番人気での17着と大敗。その後屈腱炎を発症し、長期休養に入った。
2012年は休養により全休となり、2013年の1600万下条件特別であるなにわステークスで1年8カ月ぶりに復帰して6着、続く春風ステークスを2着、復帰3走目の深草ステークスでアーリントンカップ以来約2年3ヵ月振りの勝利を挙げる。オープン再昇級後の4戦は勝てなかったが、11月の京都オータムリーフプレミアム、12月のカペラステークスと連勝。
2014年使い出しの根岸ステークスは8番人気ながら2着。続くフェブラリーステークスも11番人気ながら4着に入る。交流重賞を転戦し、東京スプリントでは2着セイクリムズンに3馬身差を付けて快勝。かきつばた記念は2着も、続くさきたま杯では先に抜け出したトキノエクセレントをゴール前で差し切って重賞4勝目を挙げる。プロキオンステークスでの4着を挟み、東京盃で差し切り勝ちを収めて重賞5勝目とした。JBCスプリントでは単勝オッズ1.9倍の支持を受けるも5着。カペラステークスも12着に大敗した。
2015年初戦となった東京スプリントは3着に敗れたが、次走のさきたま杯では好位追走から直線で後続を突き放して連覇を達成。半年後のJBCスプリント8着がラストランとなり、同年12月23日で競走馬登録を抹消。オーナーにとって初めての重賞馬という思い入れもあって種牡馬入りが決定し、引退後は優駿スタリオンステーションで種牡馬となった。2020年、青森県の東北牧場に移動した。
オーナーの林は本馬について、「ノーザンリバーは、私が馬主資格を取得後、初めて購入した馬で、初重賞やダービー出走など、夢のような経験をさせてくれた思い入れのある馬であります」「距離適性の合わなかったダービー以外は凡走したことはなく、大井の1200mのレコードを持つようにスピードある走りでファンの支持を集めてくれました。脚元の不安さえなければ芝路線でも十分に活躍できるスピードがありました」と語っている。

## 競走成績
以下の内容は、JBISサーチおよびnetkeiba.comに基づく。
| 競走日     | 競馬場 | 競走名              | 格     | 距離（馬場）  | 頭 数 | 枠 番 | 馬 番 | オッズ （人気） | 着順 | タイム （上がり3F） | 着差 | 騎手      | 斤量 [kg] | 1着馬（2着馬）         | 馬体重 [kg] |
| ---------- | ------ | ------------------- | ------ | ------------- | ----- | ----- | ----- | --------------- | ---- | ------------------- | ---- | --------- | --------- | ---------------------- | ----------- |
| 2010.09.11 | 札幌   | 2歳新馬             |        | 芝1500m（良） | 14    | 6     | 9     | 007.60（2人）   | 02着 | R1:32.5（34.7）     | -0.2 | 0四位洋文 | 54        | レーヴディソール       | 484         |
| 0000.12.25 | 阪神   | 2歳未勝利           |        | 芝1600m（良） | 18    | 7     | 14    | 006.00（4人）   | 03着 | R1:36.5（34.8）     | -0.1 | 0武豊     | 55        | カルドブレッサ         | 480         |
| 2011.01.16 | 京都   | 3歳未勝利           |        | ダ1400m（良） | 16    | 2     | 4     | 002.90（2人）   | 01着 | R1:26.1（38.2）     | -1.3 | 0武豊     | 56        | （メロート）           | 476         |
| 0000.01.30 | 京都   | 3歳500万下          |        | ダ1400m（良） | 15    | 4     | 7     | 001.60（1人）   | 01着 | R1:26.1（37.1）     | -0.4 | 0四位洋文 | 56        | （キモンレッド）       | 474         |
| 0000.02.26 | 阪神   | アーリントンC       | GIII   | 芝1600m（良） | 13    | 8     | 12    | 008.00（4人）   | 01着 | R1:34.2（34.5）     | -0.1 | 0武豊     | 56        | （キョウエイバサラ）   | 462         |
| 0000.04.24 | 東京   | 皐月賞              | GI     | 芝2000m（良） | 18    | 2     | 13    | 026.10（9人）   | 15着 | R2:02.2（35.0）     | -1.6 | 0四位洋文 | 57        | オルフェーヴル         | 470         |
| 0000.05.29 | 東京   | 東京優駿            | GI     | 芝2400m（不） | 18    | 8     | 18    | 101.1（16人）   | 17着 | R2:35.1（40.2）     | -4.6 | 0N.ピンナ | 57        | オルフェーヴル         | 466         |
| 2013.03.16 | 阪神   | なにわS             | 1600   | ダ1200m（良） | 15    | 5     | 8     | 044.30（9人）   | 06着 | R1:11.9（36.5）     | -0.3 | 0四位洋文 | 57        | ダッシャーワン         | 486         |
| 0000.03.31 | 中山   | 春風S               | 1600   | ダ1200m（良） | 16    | 1     | 11    | 003.20（1人）   | 02着 | R1:10.9（36.0）     | -0.0 | 0和田竜二 | 57        | ラフアウェイ           | 482         |
| 0000.05.19 | 京都   | 深草S               | 1600   | ダ1200m（良） | 16    | 8     | 16    | 001.90（1人）   | 01着 | R1:10.7（35.9）     | -0.2 | 0幸英明   | 57        | （ケージーハヤブサ）   | 480         |
| 0000.07.14 | 福島   | バーデンバーデンC   | OP     | 芝1200m（稍） | 16    | 1     | 2     | 006.50（4人）   | 06着 | R1:10.9（36.0）     | -0.4 | 0内田博幸 | 55        | マイネルエテルネル     | 480         |
| 0000.08.14 | 盛岡   | クラスターC         | JpnIII | ダ1200m（良） | 14    | 6     | 10    | 005.10（4人）   | 03着 | R1:09.6（34.3）     | -0.1 | 0武豊     | 55        | ラブミーチャン         | 482         |
| 0000.09.14 | 阪神   | エニフS             | OP     | ダ1400m（良） | 12    | 8     | 11    | 004.10（3人）   | 05着 | R1:23.7（35.2）     | -0.3 | 0幸英明   | 56        | アドマイヤサガス       | 480         |
| 0000.10.05 | 東京   | ペルセウスS         | OP     | ダ1400m（不） | 16    | 4     | 8     | 009.30（5人）   | 04着 | R1:23.0（34.8）     | -0.6 | 0内田博幸 | 56        | ゴールスキー           | 474         |
| 0000.11.24 | 京都   | 京都オータムリーフP | OP     | ダ1400m（良） | 16    | 1     | 2     | 007.30（4人）   | 01着 | R1:23.4（36.2）     | -0.0 | 0和田竜二 | 56        | （ナリタスーパーワン） | 480         |
| 0000.12.08 | 中山   | カペラS             | GIII   | ダ1200m（良） | 16    | 1     | 1     | 011.20（6人）   | 01着 | R1:10.7（36.0）     | -0.0 | 0柴田善臣 | 56        | （スノードラゴン）     | 478         |
| 2014.02.02 | 東京   | 根岸S               | GIII   | ダ1400m（良） | 16    | 5     | 9     | 019.70（8人）   | 02着 | R1:23.5（35.8）     | -0.1 | 0蛯名正義 | 57        | ゴールスキー           | 480         |
| 0000.02.23 | 東京   | フェブラリーS       | GI     | ダ1600m（良） | 16    | 3     | 6     | 074.5（11人）   | 04着 | R1:36.4（35.4）     | -0.4 | 0戸崎圭太 | 57        | コパノリッキー         | 480         |
| 0000.04.02 | 大井   | 東京スプリント      | JpnIII | ダ1200m（良） | 16    | 7     | 13    | 001.50（1人）   | 01着 | R1:10.7（35.9）     | -0.6 | 0蛯名正義 | 56        | （セイクリムズン）     | 483         |
| 0000.04.29 | 名古屋 | かきつばた記念      | JpnIII | ダ1400m（不） | 12    | 6     | 8     | 001.20（1人）   | 02着 | R1:27.2（36.8）     | -0.0 | 0蛯名正義 | 56        | タガノジンガロ         | 485         |
| 0000.05.28 | 浦和   | さきたま杯          | JpnII  | ダ1400m（重） | 12    | 3     | 3     | 001.80（1人）   | 01着 | R1:26.7（37.5）     | -0.1 | 0蛯名正義 | 56        | （トキノエクセレント） | 475         |
| 0000.07.13 | 中京   | プロキオンS         | GIII   | ダ1400m（稍） | 16    | 7     | 13    | 007.20（3人）   | 04着 | R1:22.8（35.9）     | -0.2 | 0蛯名正義 | 58        | ベストウォーリア       | 480         |
| 0000.10.01 | 大井   | 東京盃              | JpnII  | ダ1200m（良） | 11    | 5     | 5     | 001.40（1人）   | 01着 | R1:10.2（35.1）     | -0.1 | 0蛯名正義 | 57        | （ドリームバレンチノ） | 484         |
| 0000.11.03 | 盛岡   | JBCスプリント       | JpnI   | ダ1200m（重） | 16    | 1     | 1     | 001.90（1人）   | 05着 | R1:09.3（35.3）     | -0.3 | 0蛯名正義 | 57        | ドリームバレンチノ     | 483         |
| 0000.12.14 | 中山   | カペラS             | GIII   | ダ1200m（良） | 15    | 2     | 3     | 005.60（3人）   | 12着 | R1:10.8（36.8）     | -1.3 | 0三浦皇成 | 58        | ダノンレジェンド       | 480         |
| 2015.04.08 | 大井   | 東京スプリント      | JpnIII | ダ1200m（不） | 14    | 8     | 13    | 005.40（3人）   | 03着 | R1:11.3（36.1）     | -0.7 | 0蛯名正義 | 57        | ダノンレジェンド       | 486         |
| 0000.05.27 | 浦和   | さきたま杯          | JpnII  | ダ1400m（良） | 11    | 8     | 10    | 002.60（1人）   | 01着 | R1:26.7（38.1）     | -0.8 | 0蛯名正義 | 57        | （トロワボヌール）     | 481         |
| 0000.11.03 | 大井   | JBCスプリント       | JpnI   | ダ1200m（不） | 16    | 4     | 7     | 020.10（6人）   | 08着 | R1:11.9（36.8）     | -1.0 | 0蛯名正義 | 57        | コーリンベリー         | 489         |

## 種牡馬時代
種牡馬としての初年度となった2016年は受胎条件20万円という安価な種付け料も手伝い、31頭の繁殖牝馬を集めることに成功。これを受けて翌2017年の種付け料は一気に2.5倍の50万円まで増額されたが、結果的に種付け頭数は10頭に減少してしまい、2018年には30万円に減額されたものの種付け頭数は2頭にまで落ち込んでいる。
2019年に初年度産駒がデビュー。種付け頭数31頭の内17頭が誕生、その内15頭が出走した。その中から無敗の3連勝で名古屋の地方重賞ゴールドウィング賞を制したインザフューチャーが頭角を現し、中央競馬でもボンボンショコラが新馬戦で4馬身差の快勝を見せ産駒の中央初勝利を達成。門別でもモリデンリバーが2勝を挙げ、結果的に出走全15頭中8頭が勝ち上がり、重賞1勝を含む計11勝を挙げる活躍を見せた。
（本項の出典：）

### 主な産駒
- 2017年産
  - インザフューチャー（2019年ゴールドウィング賞、2020年湾岸スターカップ）[32]
  - ボンボンショコラ（2020年留守杯日高賞）[33]
  - ストームドッグ（2023年東海ゴールドカップ）[34]

## 血統表
| ノーザンリバーの血統             | ノーザンリバーの血統                                 | ノーザンリバーの血統                        | （血統表の出典）                            | （血統表の出典） |
| 父系                             | サンデーサイレンス系（ヘイロー系）                   | サンデーサイレンス系（ヘイロー系）          | サンデーサイレンス系（ヘイロー系）          | [ § 2 ]          |
| 父 アグネスタキオン 1998 栗毛    | 父の父*サンデーサイレンス Sunday Silence 1986 青鹿毛 | Halo                                        | Hail to Reason                              | Hail to Reason   |
| 父 アグネスタキオン 1998 栗毛    | 父の父*サンデーサイレンス Sunday Silence 1986 青鹿毛 | Halo                                        | Cosmah                                      |                  |
| 父 アグネスタキオン 1998 栗毛    | 父の父*サンデーサイレンス Sunday Silence 1986 青鹿毛 | Wishing Well                                | Understanding                               | Understanding    |
| 父 アグネスタキオン 1998 栗毛    | 父の父*サンデーサイレンス Sunday Silence 1986 青鹿毛 | Wishing Well                                | Mountain Flower                             |                  |
| 父 アグネスタキオン 1998 栗毛    | 父の母アグネスフローラ 1987 鹿毛                     | *ロイヤルスキー                             | Raja Baba                                   | Raja Baba        |
| 父 アグネスタキオン 1998 栗毛    | 父の母アグネスフローラ 1987 鹿毛                     | *ロイヤルスキー                             | Coz o'Nijinsky                              |                  |
| 父 アグネスタキオン 1998 栗毛    | 父の母アグネスフローラ 1987 鹿毛                     | アグネスレディー                            | *リマンド                                   | *リマンド        |
| 父 アグネスタキオン 1998 栗毛    | 父の母アグネスフローラ 1987 鹿毛                     | アグネスレディー                            | イコマエイカン                              |                  |
| 母 *ソニンク Soninke 1996 黒鹿毛 | 母の父Machiavellian 1987 黒鹿毛                      | Mr.Prospector                               | Raise a Native                              | Raise a Native   |
| 母 *ソニンク Soninke 1996 黒鹿毛 | 母の父Machiavellian 1987 黒鹿毛                      | Mr.Prospector                               | Gold Digger                                 |                  |
| 母 *ソニンク Soninke 1996 黒鹿毛 | 母の父Machiavellian 1987 黒鹿毛                      | Coup de Folie                               | Halo                                        | Halo             |
| 母 *ソニンク Soninke 1996 黒鹿毛 | 母の父Machiavellian 1987 黒鹿毛                      | Coup de Folie                               | Raise the Standard                          |                  |
| 母 *ソニンク Soninke 1996 黒鹿毛 | 母の母Sonic Lady 1983 鹿毛                           | Nureyev                                     | Northern Dancer                             | Northern Dancer  |
| 母 *ソニンク Soninke 1996 黒鹿毛 | 母の母Sonic Lady 1983 鹿毛                           | Nureyev                                     | Special                                     |                  |
| 母 *ソニンク Soninke 1996 黒鹿毛 | 母の母Sonic Lady 1983 鹿毛                           | Stumped                                     | Owen Anthony                                | Owen Anthony     |
| 母 *ソニンク Soninke 1996 黒鹿毛 | 母の母Sonic Lady 1983 鹿毛                           | Stumped                                     | Luckhurst                                   |                  |
| 母系(F-No.)                      | ソニンク(GB)系(FN:B3)                                | ソニンク(GB)系(FN:B3)                       | ソニンク(GB)系(FN:B3)                       | [ § 3 ]          |
| 5代内の近親交配                  | Halo 3×4=18.75%、Natalma 5・5（母内）=6.25%          | Halo 3×4=18.75%、Natalma 5・5（母内）=6.25% | Halo 3×4=18.75%、Natalma 5・5（母内）=6.25% | [ § 4 ]          |
| 出典                             | 1. 2. 3. 4.                                          | 1. 2. 3. 4.                                 | 1. 2. 3. 4.                                 | 1. 2. 3. 4.      |

- 半兄にランフォルセ（浦和記念、ダイオライト記念、佐賀記念、エルムステークス）、近親にロジユニヴァース（東京優駿）、ジューヌエコール（デイリー杯2歳ステークス、函館スプリントステークス）、ディアドラ（ナッソーステークス、秋華賞）[37]など。
- 祖母Sonic Ladyは1986年の愛1000ギニー・サセックスステークス・ムーランドロンシャン賞の優勝馬[38]。
- そのほかの近親はソニンク#主要なファミリーラインを参照。